# Kwiecewo
Kwiecewo (deutsch Queetz, bis 1919 Königlich Queetz) ist ein Dorf im Powiat Olsztyński (Kreis Allenstein) in der polnischen Woiwodschaft Ermland-Masuren. Es ist der Verwaltungseinheit Gmina Świątki (Landgemeinde Heiligenthal) zugeordnet.

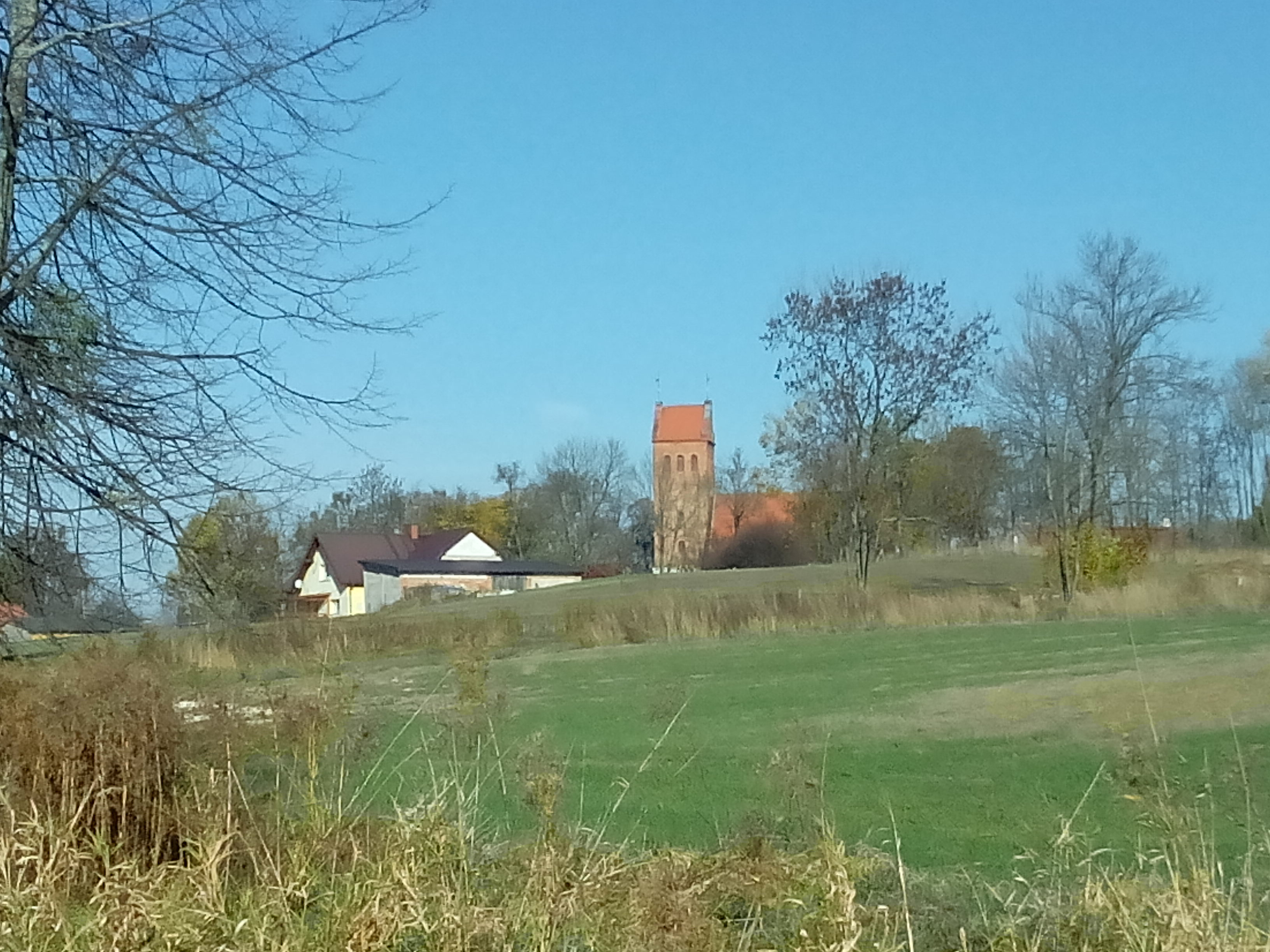
Blick auf Kwiecewo

## Geographische Lage
Das Kirchdorf liegt in der historischen Region Ermland in Ostpreußen, zwischen dem Zaun-See (polnisch Jez. Sunia) und dem Leimangel-See (polnisch Jez. Limajno),  etwa 27  Kilometer südwestlich der Stadt Lidzbark Warmiński  (Heilsberg) und sechs Kilometer südwestlich von  Dobre Miasto (Guttstadt).

## Geschichte

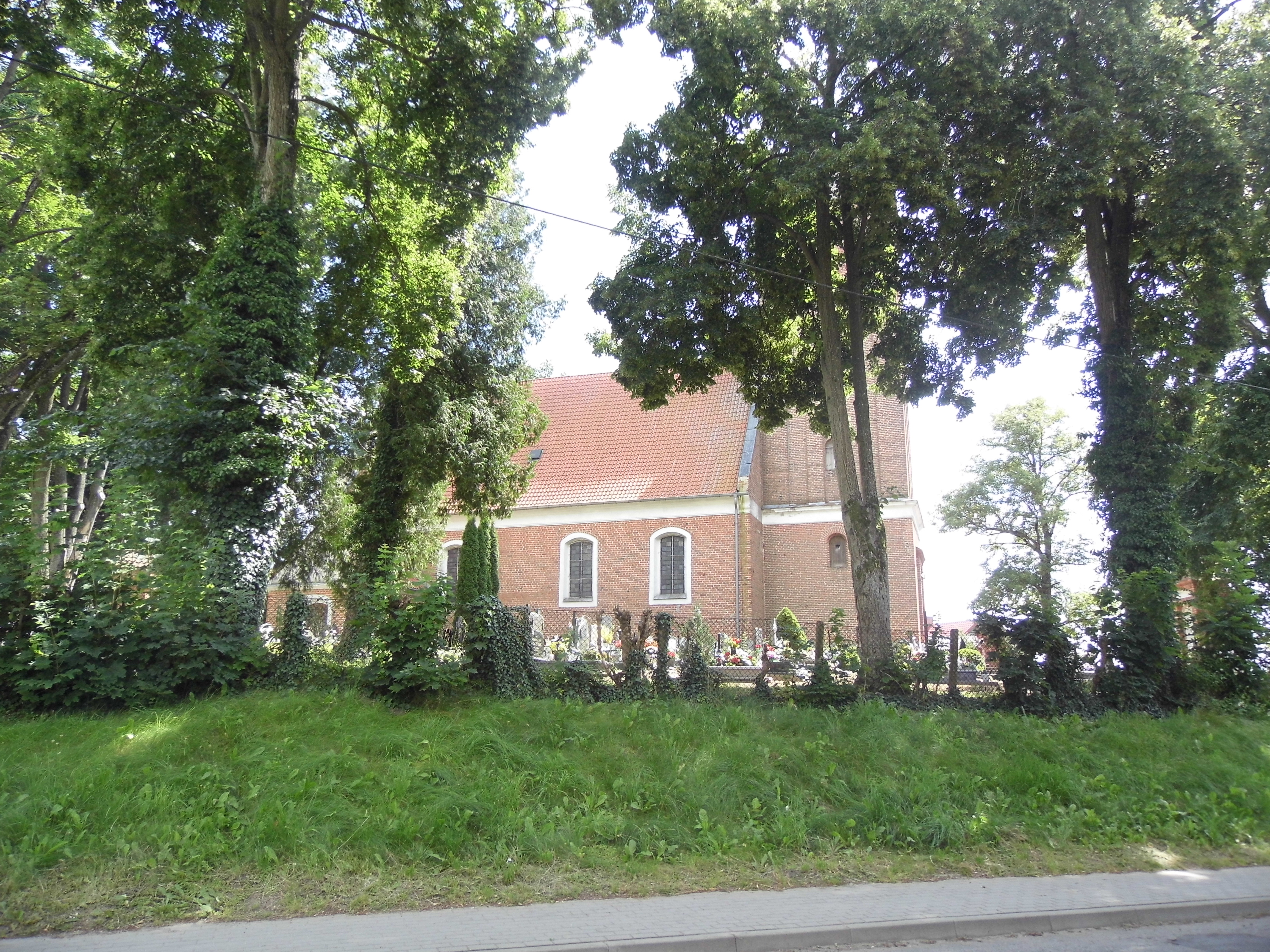
Dorfkirche St. Jakob, schon vor 1945 katholisch (2020)

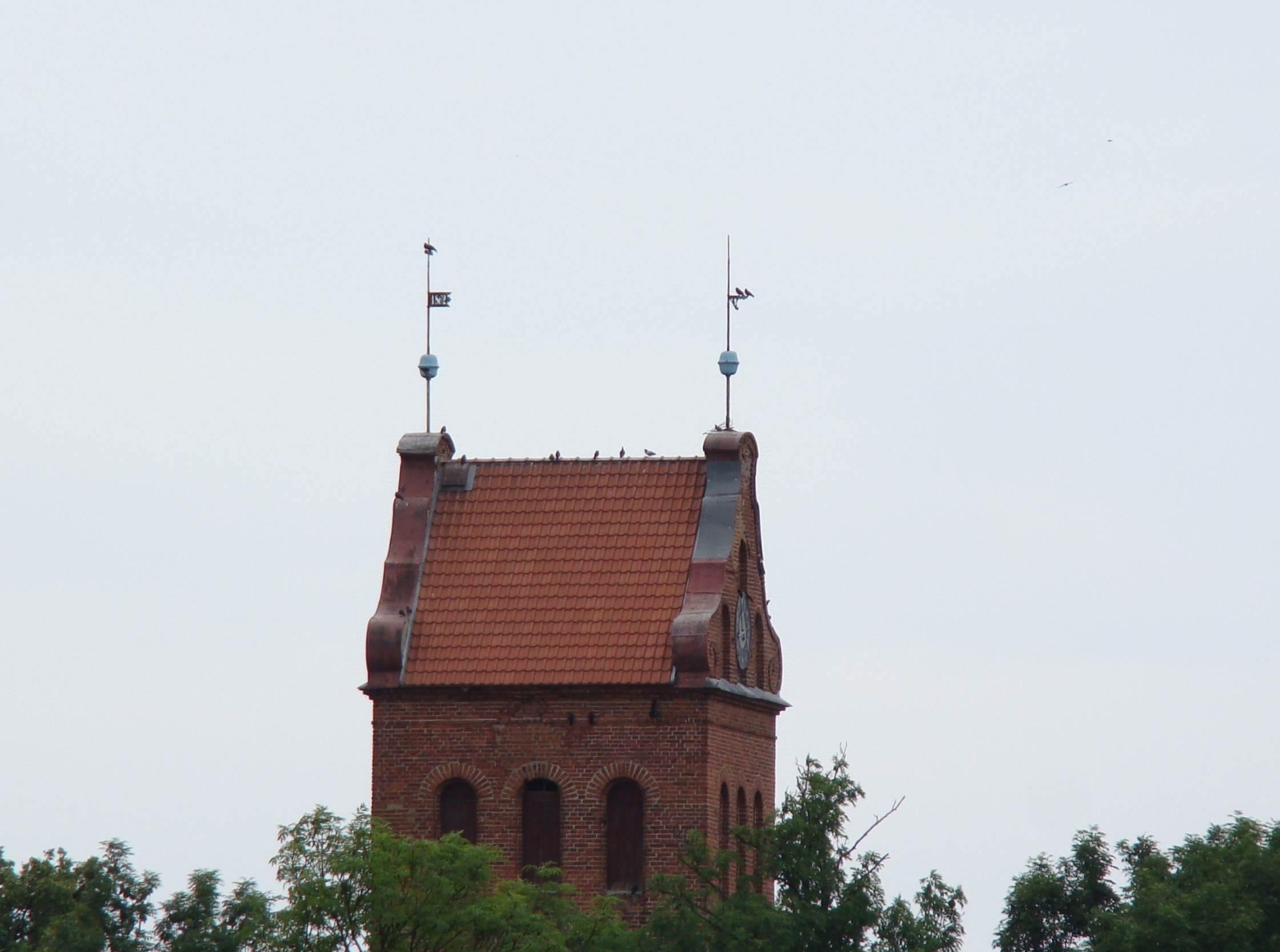
Dorfkirche, Kirchturm-Oberteil mit Satteldach (2011)

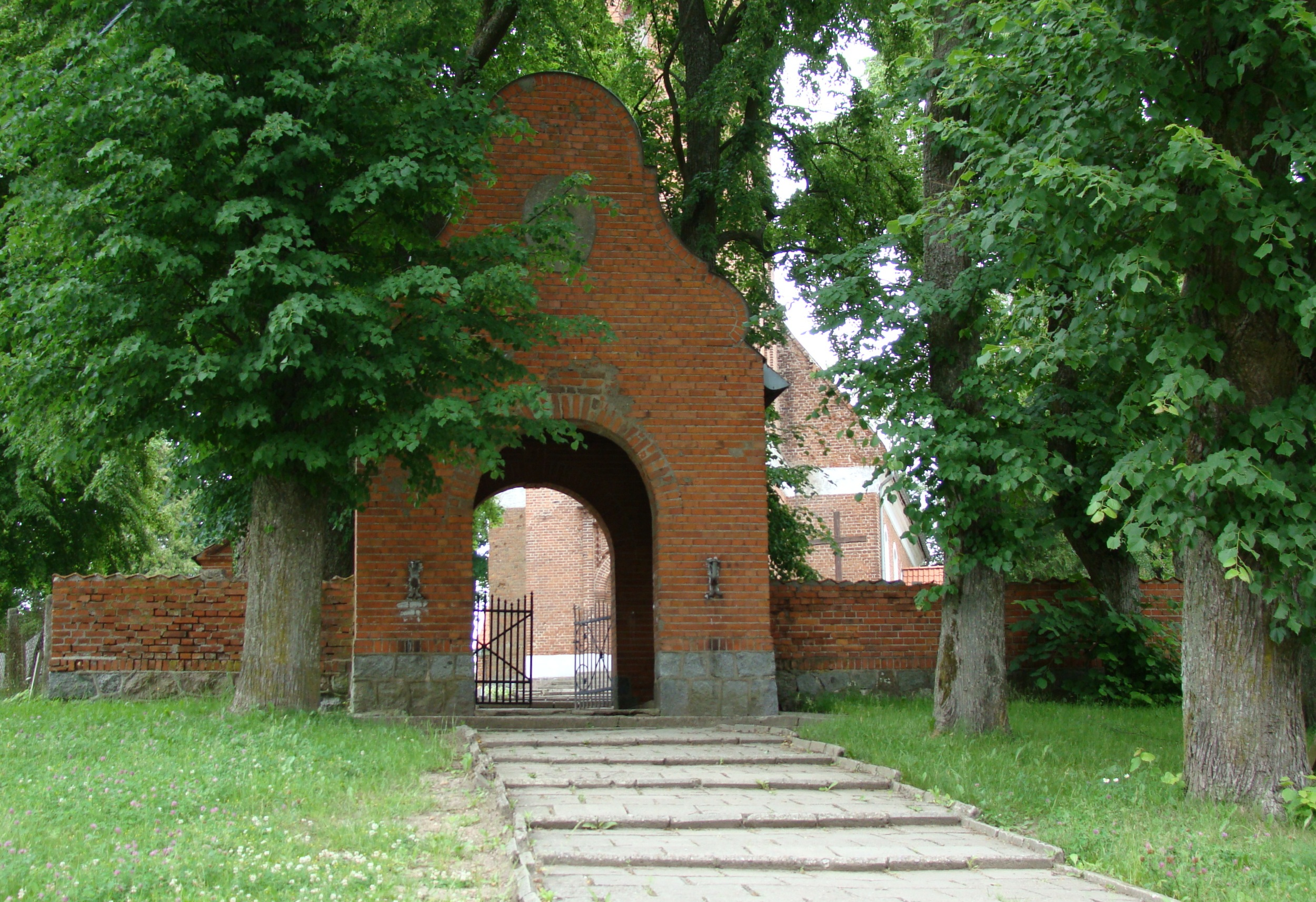
Kirchentor (2011)

Kwetz wurde 1372 von dem Vogt Heinrich von Luter gegründet und erhielt in seiner Handfeste  vier Pfarrhufen.
Im Jahr 1782 bestand Kwetz aus einem dann Königlich Queetz genannten Dorf mit einer Kirche und 60 Feuerstellen (Haushaltungen) sowie einem dann „Adlig Queetz“ bezeichneten Gutsdorf mit sechs Feuerstellen.
Am 18. März 1874 erfolgte die Eingliederung des Zaun-Sees nach Königlich Queetz. 1878 wurde beschlossen, den Zaun-See um sechs Fuß (1,88 Meter) abzusenken. Bei der Durchführung wurden Spuren eines Pfahlbaus freigelegt.
Am 21. Mai 1874 wurde Königlich Queetz Sitz des Amtsbezirks Queetz im ostpreußischen Kreis Heilsberg, Regierungsbezirk Königsberg. Er bestand bis 1945. Ihm gehörten zu: Adlig Queetz, Ankendorf, (Königlich) Queetz, Neu Garschen und Rosengarth.
Am 1. Dezember 1910 hatten die Landgemeinde Königlich Queetz 679 und der Gutsbezirk Adlig Queetz 100 Einwohner. 1919 wurde Königlich Queetz offiziell in Queetz umbenannt.
Am 1. April 1927 hatte der Gutsbezirk Adlig Queetz eine Flächengröße von 303 Hektar, und am 16. Juni 1925 hatte der Gutsbezirk 76 Einwohner. Am 30. September 1928 wurde der Gutsbezirks Adlig Queetz in die Landgemeinde Queetz eingegliedert.
Zu den Haupteinnahmequellen der Dorfbewohner zählte neben der Landwirtschaft auch die Fischerei. Der Ort hatte eine Spar- und Darlehnskasse, ein Standesamt und war Sitz eines Amtsbezirks. Von 1933 bis 1939 änderte sich die Anzahl Einwohner des Dorfs von 784 auf 786.
Im Jahr 1945 gehörte die Landgemeinde Queetz zum Kreis Heilsberg im Regierungsbezirk Königsberg im Gau Ostpreußen des Deutschen Reichs.
Gegen Ende des Zweiten Weltkriegs wurde die Region im Frühjahr 1945 von der Roten Armee  besetzt. Anschließend wurde Queetz zusammen mit der gesamten südlichen Hälfte Ostpreußens von der Sowjetunion der Volksrepublik Polen zur Verwaltung überlassen. In der Folgezeit wurde die einheimische Bevölkerung von der polnischen Administration aus dem Kreisgebiet vertrieben.

## Religion
Die Kirche St. Jakob, 1580 von Bischof Martin Cromer zu Ehren des hl. Jakob geweiht, wurde 1693 neu errichtet und 1699 von  Bischof Andreas Chrysostomus Zaluski auf denselben Heiligennamen erneut geweiht. Queetz ist noch heute eine römisch-katholische Pfarrei und gehört jetzt zum Erzbistum Ermland. 
Bis 1945 waren (Königlich) Queetz und auch Adlig  Queetz in die evangelische Kirche Guttstadt (polnisch Dobre Miasto) in der Kirchenprovinz Ostpreußen der Kirche der Altpreußischen Union eingepfarrt. Heute gehört Kwiecewo zur Diözese Masuren der Evangelisch-Augsburgischen Kirche in Polen.

## Verkehr
Kwiecewo liegt an der verkehrsreichen Woiwodschaftsstraße 530, die die beiden Städte Dobre Miasto (Guttstadt) und Ostróda (Osterode in Ostpreußen) verbinden und über Świątki (Heiligenthal) verläuft. Eine Nebenstraße führt von Łomy (Steinberg) nach Kwiecewo, zu dem noch von Kwiecewo (Osada) (Adlig Queest) eine Landverbindung besteht.
Eine Bahnanbindung besteht nicht.